# Llista d'espècies de mismènids
Aquesta és la llista d'espècies de mismènids, una família d'aranyes araneomorfes. Conté la informació recollida fins al 28 d'octubre de 2006 i hi ha citats 22 gèneres i 91 espècies. Es troben principalment a per tot Europa i Àsia, i també a zones d'Àfrica, Amèrica i a moltes illes.

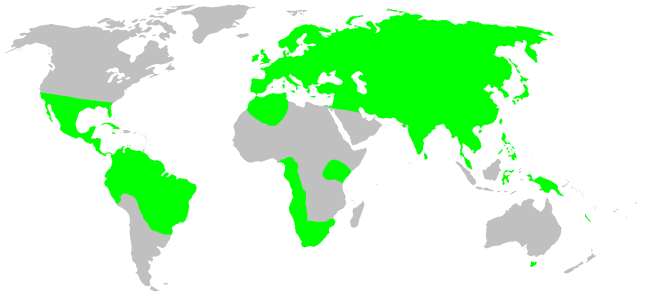
Distribució dels mismènids

## Gèneres i espècies

### Acrobleps
Acrobleps Hickman, 1979
- Acrobleps hygrophilus Hickman, 1979 (Tasmània)

### Anjouanella
Anjouanella Baert, 1986
- Anjouanella comorensis Baert, 1986 (Illes Comoro)

### Brasilionata
Brasilionata Wunderlich, 1995
- Brasilionata arborense Wunderlich, 1995 (Brasil)

### Calodipoena
Calodipoena Gertsch & Davis, 1936
- Calodipoena caribbaea (Gertsch, 1960) (Jamaica, Trinidad)
- Calodipoena colima (Gertsch, 1960) (Mèxic)
- Calodipoena conica (Simon, 1895) (Algèria)
- Calodipoena dumoga Baert, 1988 (Sulawesi)
- Calodipoena incredula Gertsch & Davis, 1936 (EUA, Bahames, Cuba)
- Calodipoena mooatae Baert, 1988 (Sulawesi)
- Calodipoena stathamae (Gertsch, 1960) (Mèxic, Panamà, Jamaica)
- Calodipoena tarautensis Baert, 1988 (Sulawesi)

### Calomyspoena
Calomyspoena Baert & Maelfait, 1983
- Calomyspoena santacruzi Baert & Maelfait, 1983 (Illes Galápagos)

### Crassignatha
Crassignatha Wunderlich, 1995
- Crassignatha haeneli Wunderlich, 1995 (Malàisia)

### Iardinis
Iardinis Simon, 1899
- Iardinis martensi Brignoli, 1978 (Nepal)
- Iardinis mussardi Brignoli, 1980 (Índia)

### Isela
Isela Griswold, 1985
- Isela okuncana Griswold, 1985 (Sud-àfrica)

### Itapua
Itapua Baert, 1984
- Itapua tembei Baert, 1984 (Paraguai)

### Kekenboschiella
Kekenboschiella Baert, 1982
- Kekenboschiella awari Baert, 1984 (Nova Guinea)
- Kekenboschiella marijkeae Baert, 1982 (Nova Guinea)
- Kekenboschiella nubiai Baert, 1984 (Nova Guinea)
- Kekenboschiella vangoethemi Baert, 1982 (Nova Guinea)

### Kilifina
Kilifina Baert & Murphy, 1992
- Kilifina inquilina (Baert & Murphy, 1987) (Kenya)

### Leviola
Leviola Miller, 1970
- Leviola termitophila Miller, 1970 (Angola)

### Maymena
Maymena Gertsch, 1960
- Maymena ambita (Barrows, 1940) (EUA)
- Maymena calcarata (Simon, 1897) (Saint Vincent)
- Maymena cascada Gertsch, 1971 (Mèxic)
- Maymena chica Gertsch, 1960 (Mèxic)
- Maymena delicata Gertsch, 1971 (Mèxic)
- Maymena grisea Gertsch, 1971 (Mèxic)
- Maymena mayana (Chamberlin & Ivie, 1938) (Mèxic)
- Maymena misteca Gertsch, 1960 (Mèxic)
- Maymena rica Platnick, 1993 (Costa Rica)
- Maymena roca Baert, 1990 (Perú)
- Maymena sbordonii Brignoli, 1974 (Mèxic)

### Microdipoena
Microdipoena Banks, 1895
- Microdipoena elsae Saaristo, 1978 (Seychelles)
- Microdipoena guttata Banks, 1895 (EUA fins al Paraguai)
- Microdipoena nyungwe Baert, 1989 (Ruanda)
- Microdipoena vanstallei Baert, 1985 (Camerun)

### Mysmena
Mysmena Simon, 1894
- Mysmena calypso Gertsch, 1960 (Trinidad)
- Mysmena gibbosa Snazell, 1986 (Espanya)
- Mysmena guianensis Levi, 1956 (Guyana)
- Mysmena isolata Forster, 1977 (Santa Helena)
- Mysmena leucoplagiata (Simon, 1879) (Europa Meridional fins a l'Azerbaidjan)
- Mysmena phyllicola (Marples, 1955) (Samoa, Niue)
- Mysmena Tasmàniae Hickman, 1979 (Tasmània)
- Mysmena vitiensis Forster, 1959 (Fiji)
- Mysmena woodwardi Forster, 1959 (Nova Guinea)

### Mysmenella
Mysmenella Brignoli, 1980
- Mysmenella gongi Yin, Peng & Bao, 2004 (Xina)
- Mysmenella illectrix (Simon, 1895) (Filipines)
- Mysmenella jobi (Kraus, 1967) (Paleàrtic)
- Mysmenella mihindi Baert, 1989 (Ruanda)
- Mysmenella papuana Baert, 1984 (Nova Guinea)
- Mysmenella saltuensis (Simon, 1895) (Sri Lanka)
- Mysmenella samoensis (Marples, 1955) (Samoa, Hawaii)

### Mysmeniola
Mysmeniola Thaler, 1995
- Mysmeniola spinifera Thaler, 1995 (Veneçuela)

### Mysmenopsis
Mysmenopsis Simon, 1897
- Mysmenopsis archeri Platnick & Shadab, 1978 (Brasil)
- Mysmenopsis atahualpa Baert, 1990 (Perú)
- Mysmenopsis beebei (Gertsch, 1960) (Trinidad)
- Mysmenopsis capac Baert, 1990 (Perú)
- Mysmenopsis cidrelicola (Simon, 1895) (Veneçuela)
- Mysmenopsis cienaga Müller, 1987 (Colòmbia, Perú)
- Mysmenopsis cymbia (Levi, 1956) (EUA)
- Mysmenopsis dipluramigo Platnick & Shadab, 1978 (Panamà)
- Mysmenopsis femoralis Simon, 1897 (Saint Vincent)
- Mysmenopsis funebris Simon, 1897 (Saint Vincent)
- Mysmenopsis furtiva Coyle & Meigs, 1989 (Jamaica)
- Mysmenopsis gamboa Platnick & Shadab, 1978 (Panamà)
- Mysmenopsis huascar Baert, 1990 (Perú)
- Mysmenopsis ischnamigo Platnick & Shadab, 1978 (Panamà, Trinidad, Perú)
- Mysmenopsis ixlitla (Levi, 1956) (Mèxic)
- Mysmenopsis kochalkai Platnick & Shadab, 1978 (Colòmbia)
- Mysmenopsis mexcala Gertsch, 1960 (Mèxic)
- Mysmenopsis monticola Coyle & Meigs, 1989 (Jamaica)
- Mysmenopsis pachacutec Baert, 1990 (Perú)
- Mysmenopsis palpalis (Kraus, 1955) (Mèxic, Hondures)
- Mysmenopsis penai Platnick & Shadab, 1978 (Ecuador)
- Mysmenopsis schlingeri Platnick & Shadab, 1978 (Perú)
- Mysmenopsis tengellacompa Platnick, 1993 (Costa Rica)
- Mysmenopsis tibialis (Bryant, 1940) (Cuba)
- Mysmenopsis viracocha Baert, 1990 (Perú)
- Mysmenopsis wygodzinskyi Platnick & Shadab, 1978 (Perú)
- Mysmenopsis yupanqui Baert, 1990 (Perú)

### Phricotelus
Phricotelus Simon, 1895
- Phricotelus stelliger Simon, 1895 (Sri Lanka)

### Tamasesia
Tamasesia Marples, 1955
- Tamasesia acuminata Marples, 1955 (Samoa)
- Tamasesia marplesi Brignoli, 1980 (Nova Caledònia)
- Tamasesia rotunda Marples, 1955 (Samoa)

### Taphiassa
Taphiassa Simon, 1880
- Taphiassa impressa Simon, 1880 (Nova Caledònia)

### Trogloneta
Trogloneta Simon, 1922
- Trogloneta canariensis Wunderlich, 1987 (Illes Canàries)
- Trogloneta granulum Simon, 1922 (Europa)
- Trogloneta madeirensis Wunderlich, 1987 (Madeira)
- Trogloneta paradoxa Gertsch, 1960 (EUA)